# Kuifarenden
De kuifarenden behoren tot de grootste roofvogels van de regenwouden. Kuifarenden zijn te vinden in Latijns-Amerika, Afrika en Zuidoost-Azië.

## Beschrijving
Het zijn grote, fraaie roofvogels die met een brede vleugels en lange staart goed zijn uitgerust om zich tussen de bomen achter een prooi aan te manoeuvreren. Het opvallendste kenmerk zijn de verlengde veren op de bovenkant van de kop, die opgezet kunnen worden tot een kuif. De kuifarenden horen wat betreft dit uiterlijke kenmerk bij elkaar, maar taxonomisch gezien horen deze vogels niet bij elkaar. De kuifarenden zijn een goed voorbeeld van convergente evolutie: een vergelijkbare leefwijze en leefomgeving leidt ertoe dat verschillende niet-verwante diersoorten uiterlijk sterk op elkaar lijken. Overigens behoren wel alle kuifarenden tot de roofvogelfamilie Accipitridae (Havikachtigen).
Kuifarenden zijn het gemakkelijkst waar te nemen als ze in cirkels boven het kronendak van het regenwoud zweven. Ze voeden zich met vogels, grote reptielen, apen en andere zoogdieren.

## Soorten
- Geslacht Harpia
  - Harpij - Harpia harpyja
- Geslacht Harpyhaliaetus (twee soorten, verplaatst naar geslacht Buteogallus)
- Geslacht Harpyopsis
  - Nieuw-Guinese harpij-arend - Harpyopsis novaeguineae
- Geslacht Lophaetus
  - Afrikaanse zwarte kuifarend - Lophaetus occipitalis
- Geslacht Morphnus
  - Wurgarend - Morphnus guianensis
- Geslacht Pithecophaga
  - Filipijnse apenarend - Pithecophaga jefferyi
- Geslacht Stephanoaetus
  - Kroonarend - Stephanoaetus coronatus
- Geslacht: Spizaetus
  - Cassins kuifarend - Spizaetus africanus
  - Indische kuifarend - Spizaetus cirrhatus
  - Aziatische kuifarend - Spizaetus nipalensis
  - Blyths kuifarend - Spizaetus alboniger
  - Javaanse kuifarend - Spizaetus bartelsi
  - Celebeskuifarend - Spizaetus lanceolatus
  - Filipijnse kuifarend - Spizaetus philippensis
  - Kleine kuifarend - Spizaetus nanus
  - Zwarte kuifarend - Spizaetus tyrannus
  - Bonte kuifarend - Spizaetus ornatus
  - Andeskuifarend - Spizaetus isidori
- Geslacht: Spizastur
  - Zwart-witte kuifarend - Spizastur melanoleucus